# Pennsilvània
Pennsilvània (en anglès: Pennsylvania), denominada oficialment Mancomunitat de Pennsilvània (en anglès: Commonwealth of Pennsylvania), és un estat dels Estats Units d'Amèrica, a la regió de l'Atlàntic Mitjà. Travessada pels Apalatxes, la Mancomunitat limita amb els estats estatunidencs de Nova York al nord, Nova Jersey a l'est, Delaware al sud-est, Maryland al sud, Virgínia de l'Oest al sud-oest, Ohio a l'oest, el llac Erie i la província canadenca d'Ontario al nord-oest.

## Història
Encara que els suecs i els neerlandesos van ser els primers colons europeus, el rei Carles II d'Anglaterra i d'Escòcia va recompensar a William Penn, fill de l'almirall William Penn, amb la terra situada entre Maryland i les Jerseys. Penn va anomenar aquesta terra província de Pennsilvània. Penn també va rebre un contracte d'arrendament a la Colònia de Delaware, que va guanyar la seva pròpia legislatura el 1701. Devot quàquer, Penn va intentar crear un refugi de tolerància religiosa al Nou Món. Pennsilvània va atreure quàquers i altres colons d'arreu d'Europa, i la ciutat de Filadèlfia va emergir ràpidament com una pròspera ciutat portuària. Amb la seva terra fèrtil i barata, Pennsilvània es va convertir en una de les destinacions més atractives per als immigrants a finals del segle xvii. Nova York, Pennsilvània, Nova Jersey i Delaware es van conèixer com les Colònies Mitjanes. L'origen del nom "Pennsylvania", va ser creat a partir del cognom Penn i de sylvania, (del llatí medieval, derivat del llatí silva, 'selva, bosc' i el grec ia, 'país'). El nom de l'estat significa "el país boscós de Penn". A la regió de l'Atlàntic (119.283 km², amb una població de 12.702.379 habitants el 2010).
La seva capital és Harrisburg, i les dues ciutats més grans de l'estat són:
- Filadèlfia, lloc d'esdeveniments importants durant la Revolució Americana i una àrea metropolitana pròspera en l'època contemporània.
- Pittsburgh, un port interior situat en les ribes de tres rius.

Pennsilvània és un dels estats històrics de la nació, en què els fundadors del país van elaborar la Declaració de la Independència i la Constitució.
L'estat de Pennsilvània va legalitzar les apostes esportives el 2018 i les apostes en línia el 2019.

## Població
Segons dades del cens dels EUA del 2000, a l'estat hi havia censats 54.245 amerindis nord-americans (0,4%). Per tribus, les principals eren cherokees (10.756), iroquesos (2.606) blackfoot (2.284), lenape (1.356), sioux (1.297), apatxes (700), chippewa (589), shawnee (270) i canadencs i llatinoamericans (2.083).

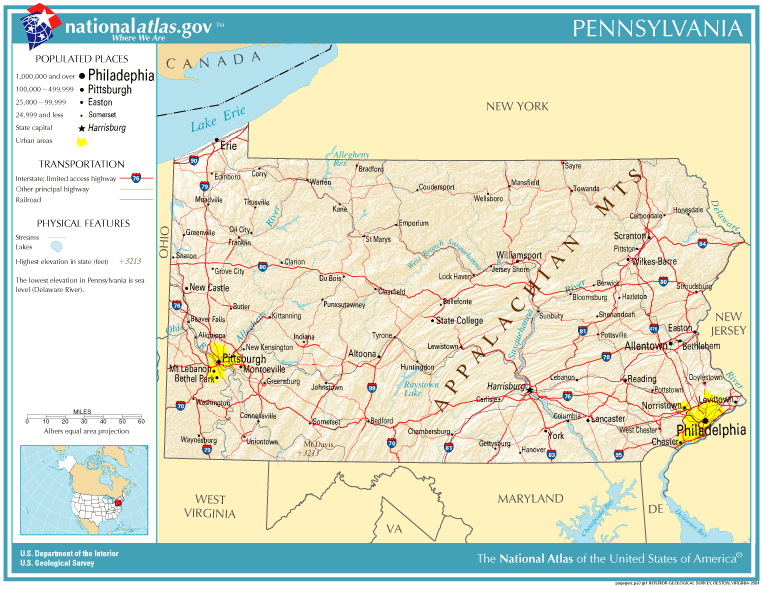
Mapa de Pennsilvània

Excepte l'estreta plana costanera de l'Erie i el SE que forma part de la plana atlàntica, la resta és alta, ocupa una secció dels Apalatxes, molt seccionada per rius (Susquehan-na, Delaware, Ohio). El clima és continental però força humit. Alzinar; boscs de pi roig i claps de roure reboll i una vegetació de coixinets espinosos al cim. Filadèlfia i Pittsburgh, amb les seves àrees metropolitanes, agrupen el 60% de la població total. Encara que eminentment industrial, són importants les activitats agrícoles: conreus de tabac, blat de moro, civada; avicultura i important ramaderia lletera. El gran desenvolupament industrial prové de la riquesa en carbó i la possibilitat de disposar del ferro de Minnesota a través dels Grans Llacs. És el primer estat dels EUA productor d'acer. Habitada per indis algonquins i iroquesos, els primers europeus que hi arribaren, al segle xvii, foren francesos procedents del Canadà. Els suecs, que hi fundaren una colònia el 1643, foren desplaçats pels holandesos i aquests pels anglesos. L'estat va ser escenari de la guerra anglo-francesa (1756-63), i veié després el conflicte entre els colons i els anglesos. Pennsilvània esdevingué independent el 1776 i l'any següent signà la constitució dels EUA. Al començament del segle xix fou iniciada una ràpida expansió industrial impulsada per les millores de transports i comunicacions. A la guerra de Secessió (1861-65) lluità a favor de la Unió.
A la regió també hi ha colònies amish i/o mennonites no gaire grans.

## Persones notables
- Jonathan Letterman (1824-1872), metge de l'exèrcit de la Unió durant la Guerra de Secessió.
- David Rittenhouse (1732-1796), matemàtic i astrònom, segon president de la Societat Filosòfica Americana.

## Vegeu també

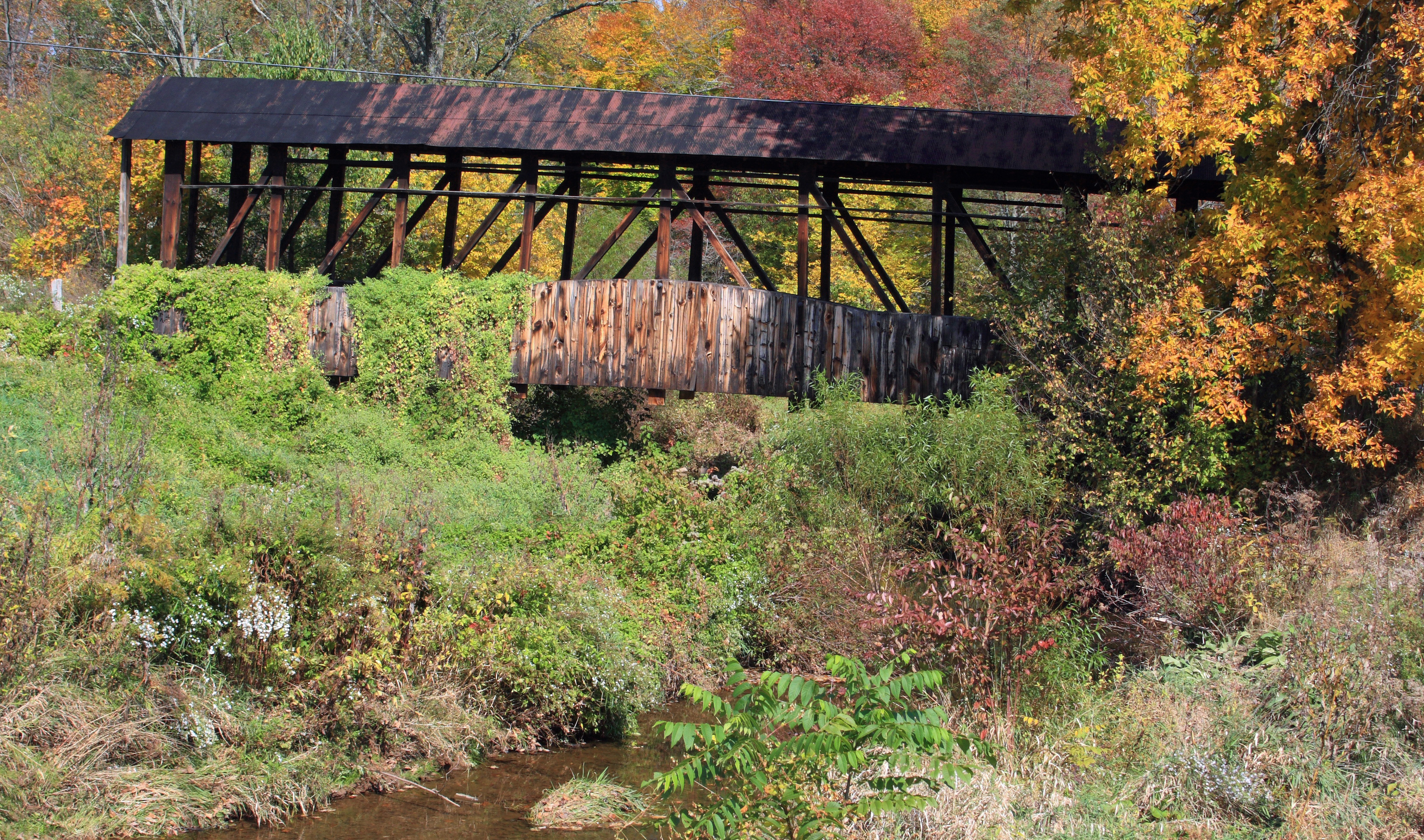
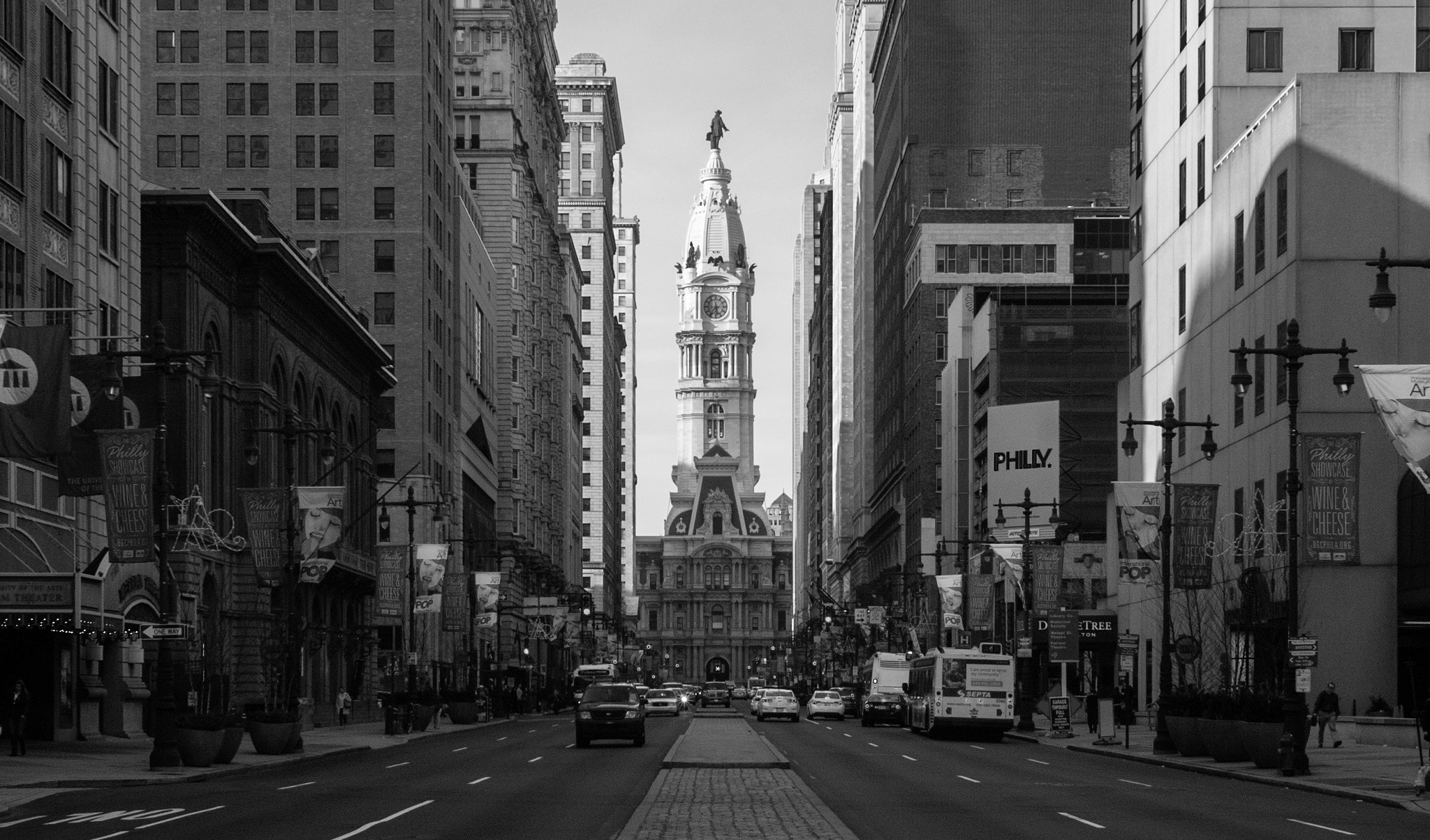
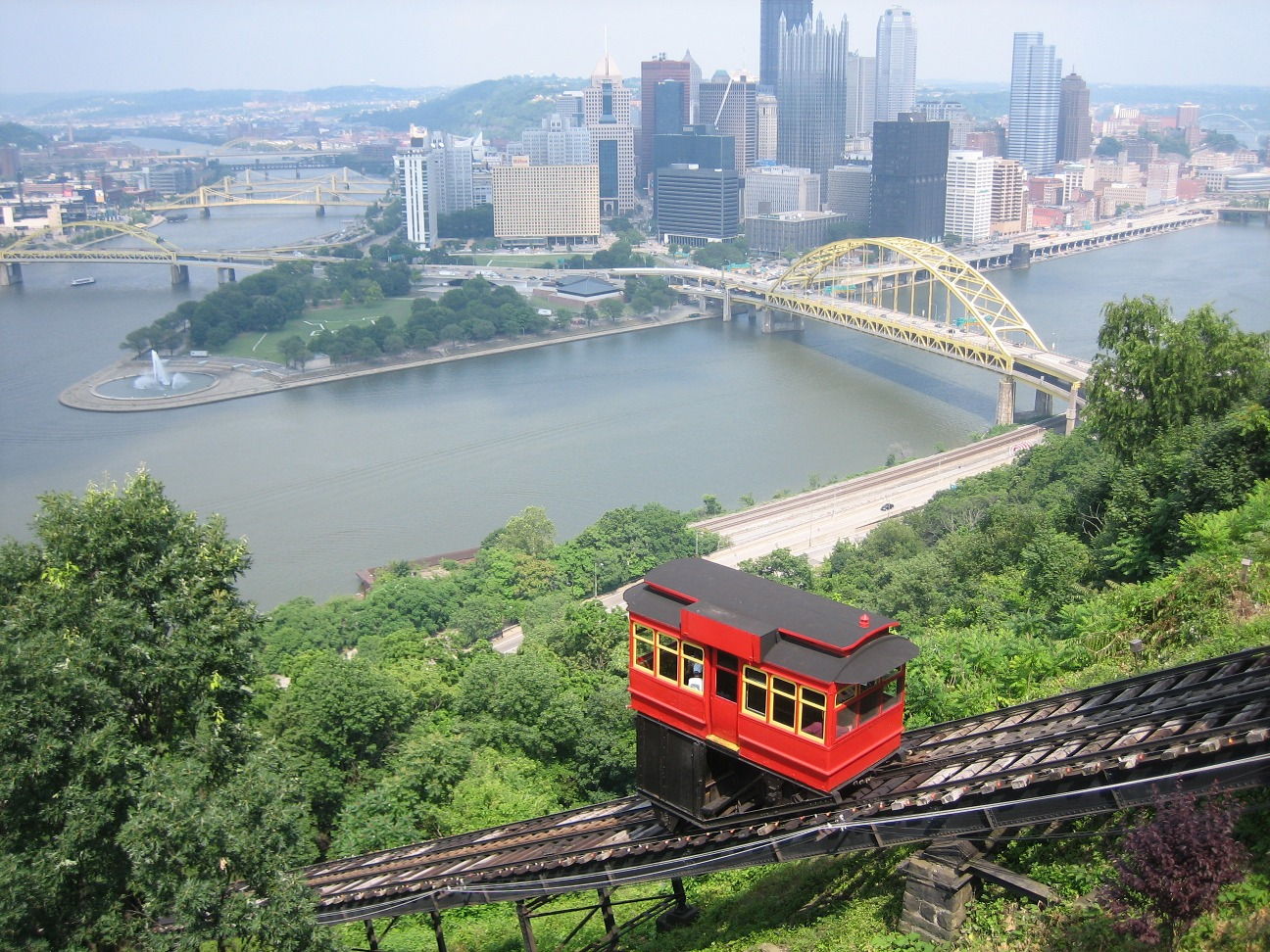